# Piñeragate
El «piñeragate», conocido también como «kiotazo», fue un escándalo político chileno ocurrido el 23 de agosto de 1992, generado a partir de la revelación en un programa de televisión en vivo, del canal privado Megavisión, de una grabación telefónica clandestina, protagonizada por el entonces senador y precandidato a la presidencia de 1993, Sebastián Piñera, quien posteriormente sería presidente de Chile en los periodos 2010-2014 y 2018-2022, relativa a Evelyn Matthei.
Tanto Piñera como Evelyn Matthei —ambos miembros de la denominada «patrulla juvenil» de la derecha chilena y militantes de Renovación Nacional (RN)— intentaban convertirse en el abanderado del pacto político Unión por el Progreso. En ese contexto fue divulgada la grabación telefónica clandestina, en el programa de televisión A eso de..., por el empresario y presidente del mismo canal emisor, Ricardo Claro, a través de una radiocasetera marca Kioto en la que Piñera le pedía a su amigo Pedro Pablo Díaz influir en los moderadores de un futuro debate presidencial, con el fin de disminuir la credibilidad de su contendora Matthei y así bajarla de la carrera a La Moneda.

## Revelación pública
La grabación fue revelada en el programa de televisión A eso de..., transmitido en directo por el canal privado Megavisión, por parte del empresario y presidente de la televisora, Ricardo Claro. Este reprodujo la grabación desde una radiocasetera marca Kioto, por lo cual el episodio también fue conocido como «Kiotazo».

He recibido una información bastante grave, en el sentido de que la independencia de este programa, puede aparecer amenazada. Ustedes saben que yo recibo mucha información, la información llega en la forma más increíble, sin que la pida yo; y hoy día, después de almuerzo, recibí a un señor que no conocía, me dijo: «usted se precia de ser muy independiente, pero en su canal hay gente que está interviniendo», y me entregó una cinta grabada, de una conversación aparentemente telefónica, entre un amigo de Jorge Andrés Richards, don Pedro Pablo Díaz, y el senador Sebastián Piñera. Y en esa cinta, la voz que aparece como la de Sebastián Piñera le dice a Pedro Pablo Díaz, tú tienes que hablar con Jorge Andrés Richards para que a Evelyn Matthei se la trate en determinada forma, se le pregunte sobre el divorcio, cuál es la posición sobre el divorcio, se la ponga en evidencia de que cambia de opinión igual que su padre, y Pedro Pablo Díaz, que es un ejecutivo de la Coca-Cola a quien conozco, le contesta, mira yo voy a hablar con el pelao. Yo he traído la grabación para acá —agregó Claro subiendo una pequeña radio marca Kioto a la mesa— y yo les pido, digamos, excusas al público auditor, porque la grabación no es la mejor, este aparato es muy malo, pero además porque hay una serie de palabras que no son de salón, digamos, pero creo que es interesante conocer esto...
Ricardo Claro, A eso de…, 23 de agosto de 1992.

En la grabación, se escuchaba la voz de Sebastián Piñera junto a su amigo Díaz, comentando cómo encerrar en un debate de televisión a Matthei, insinuando que debería hablarse del divorcio para que la candidata quedara en una postura incómoda debido a su reconocido conservadurismo y revelara ciertas contradicciones de la candidata, como por ejemplo, demostrar que Matthei profesaba el catolicismo pero no lo practicaba.

La gracia es que trate elegantemente de dejarla como una cabrita chica, cierto, despistada, que está dando palos de ciego, sin ninguna solidez, me entendís tú ¿o no?
Sebastián Piñera.

Piñera estaba invitado al programa de debate, pero no estaba en cámara cuando se reprodujo la cinta, y apareció tras una pausa comercial aceptando la responsabilidad por lo dicho en el contexto de una conversación privada y cuestionando el espionaje.

## Transcripción
La primera voz que se escuchó fue la del senador Sebastián Piñera, eso sí, algo más acelerada de lo común:
- Sebastián Piñera (SP): «[...] que todo lo que dicen después lo tienen que contradecir, huevón ¿ah? Divorcio, que está preparada, que ley de divorcio, hablemos en contra del divorcio, a favor del divorcio. Que está preparada, que no está preparada. Después una cuestión, le podís decir tú: hace dos años atrás, cierto... no, eso no en realidad...»
- Pedro Pablo Díaz (PPD): «¿Qué poh?»
- SP: «No es que me decía Jorge Carey, lo que me dijo Jorge Carey, tal que esta mina [mujer] hace dos años atrás fue a buscarlo ella para para [sic] a  [Sergio Onofre] Jarpa y ahora... Lo que puede tratar de meterle, es el síndrome, cierto, de una huevá débil, inestable. Que va p'allá, que va p'acá, que pega tiros, que pega tiros p'acá [inestabilidad, indecisión]. Pero con suavidad, no puede transformar a la Matthei en víctima, ¿ah?»
- PPD: «Exactamente»
- SP: «Le puede decir, por ejemplo, "mire: todo el país conocía, una de las características, todo el país conocía, cierto [sic], cuando su papá era Comandante en Jefe, cierto, eeh, el, las [sic], el hecho de que que decía una cosa, después se contradecía, al final nadie sabía nunca qué diablos pensaba, porque decía diez cosas distinta en diez minutos. ¿Ah? Da la impresión que eso también se extiende a usted". ¿Me entiendes o no?, ¿ah? Y ahí le puede tirar la cosa de que estoy prepará, no estoy prepará, la cosa del divorcio, no estoy con el divorcio; o sea en 30 segundos se da vuelta de carnero [cambio de opinión]. ¿Cuál es? ¿Me entiendes o no? Ese es un punto firme»
- PPD: «Bueno, lo voy a repasar con el Pelao. Al tiro, Voy a cortarte y te voy a llamar al Pelao'»
- SP: «Pero tenís que hacerlo bien hecho. Tiene el ejemplo del divorcio, tiene el ejemplo de si está preparada, tiene el ejemplo, oye también de que... ¿en qué otra cuestión se ha dado vuelta ella?»
- PPD: «De la catolicidad. De ir a misa, es católica y no va a misa, o sea, dejarla en contradicción, dejarla...»
- SP: «Claro»
- PPD: «Usted dijo que su papá se había convertido al catolicismo con la venida de Juan Pablo II...»
- SP: «Eso dijo... y dice que es luterano»
- PPD: «Y ahora dice que es luterano. Usted dice que es católica y no va a misa, ¿cómo es la huevá?»
- SP: «Pero la gracia es que trate elegantemente de dejarla como una cabrita chica, cierto, despistada, que está dando palos de ciego [indefensión, fragilidad, no saber por dónde camina], sin ninguna solidez, me entendís tú ¿o no?»
- PPD: «Claro, claro, no de víctima, por ningún motivo»
- SP: «Pero no una víctima, sino que decirle, "mire: ¿y usted no cree que es mejor que usted se prepare más? ¿que no cree que es mejor que tenga una cosa más sólida, que piense más, que se prepare más, que medite más antes de pretender un cuento [una gestión, asunto] en que además, en que además, cierto, mucha gente cree que la están utilizando?" ¿cachái o no?»
- PPD: «Exactamente y déjame decirte que el Pelao' está dispuesto. Me dijo: "voy a ser muy... la voy a acorralar a esta huevona. Le voy a sacar la conch'esumadre"...»
- SP: «Pero así, haciéndolo siempre con un muy buen tono, ¿cachái o no?»
- PPD «Claro»
- SP: «No ponerla en víctima, ¿me entiendes tú, ah?»
- PPD: «Exactamente»
- SP: «Siempre con un muy buen tono, mire... así como decir, "oye Evelyn, mira", como si fuera un amigo, cierto, como que le está dando un consejo; "sabís que Evelyn, mejor, huevón, deja esta huevá" ¿Cachái o no? ¿ah?»
- PPD: «Claro» [entre risas]
- SP: «No hay nada peor... que mejor le dé un consejo porque si es que la ataca, cierto, la otra va a tener que responder... y va a decir: "¡chuchas la mujer!" [se refiere a que no debe atacarla, puesto que le da la oportunidad a ella de lucir su bravura] ¿cachai o no? Ni una, el tono, la forma, impecable, amistoso, ¿cachái o no?»
- PPD: «Exactamente»
- SP: «Parándola, pero diciéndole, "sabís que más Evelyn, retírate de esta huevá, estai haciendo el loco [el ridículo]", ¿cachái o no? ¿okey?»
- PPD: «Okey. Tira pa'rriba [ánimo], que te vaya bien»
- SP: «Oye, yo te voy a volver a llamar, ¿dónde estai tú ahora?...»
- PPD: «En la casa de la Margarita»
- SP: «¿Y vai a estar ahí en el almuerzo?»
- PPD: «Y ahora en la maña—»
- SP: «Ya está»
- PPD: «Listo»
- SP: «Okey»
- PPD: «Si no nos hablamos, un abrazo ¡Tira p'arriba!»
- SP: «Oye "Peter Paul", bueno. ¡El [Andrés] Allamand partió para allá, puh!»
- PPD: «¡Sí puh! Estoy con él el próximo jueves ya»
- SP: «Sí»
- PPD: «Y ahí se queda una semana»
- SP: «Yo he andando hueviando huevón, en...»
- PPD: «Bueno ¡ahí aprovécheme todo, pues huevón! Va Pastrana, también don Misael»
- SP: «Si sé»
- PPD: «Y el lunes almuerzo con el Pato Silva, en la Coca-Cola. El embajador va a ir también»
- SP: «Allamand se va ¿ah? Llévale el recorte de hoy día. Que yo apoyo a Allamand»
- PPD: «Ya, okey»
- SP: ¡Oye!
- PPD: «Voy a llevar [el diario] El Mercurio hoy día. Y cualquier recado a Allamand, me llamai por teléfono a la Coca Cola»
- SP: «Mejor le voy a dejar la lista de teléfonos. Que Allamand llame por teléfono a algunos gallos [individuos] de allá»
- PPD: «¡Ya puh!»
- SP: «¡Oye, putas que es latas esta huevá! Yo salí de [los Juegos Olímpicos de] Barcelona, huevón, que era la raja, huevón, a caer, huevón, a este infierno»
- PPD: [Risas] «Pero, putas, ¿qué huevón, quién lo eligió?»
- SP: «Sí, pus, ahora, aquí me voy a Curicó. ¡Anoche llegue de Talca a la noche, huevón!»
- PPD: «Lo encuentro insólito esa huevá ¡Que te hayas venido, fíjate!»
- SP: «Porque tengo esta huevá de televisión que no me la dejaron... que no lo pude cancelar»
- PPD: «La Margarita está al lado, aquí, me pregunta a cada rato si... que te diga si escuchaste los chiflidos de la Evelyn»
- SP: «No, no escuché nada»
- PPD: «Que esos chiflidos los hacía ella, dice»
- SP: «¡Ah!» [Risas]
- PPD: «¡Porque se cagó chiflando, huevón!»
- SP: «Oye, nos vemos más rato»
- PPD: «Nos vemos más rato, ¡Tira p'arriba!»
- SP: «A la hora de almuerzo te voy a volver a llamar»
- PPD: «Okey»
- SP: «Chao»
- PPD: «Goodbye»

## Reacciones
En la transmisión siguiente al escándalo, el día domingo 30 de agosto de 1992 el conductor del programa A eso de..., el publicista Jaime Celedón y los panelistas Jorge Andrés Richards, Héctor Riesle, Pilar Molina y Tomás Jocelyn-Holt presentaron su renuncia en cámara al programa, con lo cual el espacio llegó a su fin.
En medio de la polémica desatada por el caso, Santiago Pavlovic entrevistó en septiembre de 1992 para TVN a un agente de inteligencia del Ejército, que en ese momento apareció sin revelar su identidad, que reconoció que el ejército realizaba intercepciones telefónicas a los militantes de los partidos de todo el espectro político.
El 1 de noviembre de 1992 apareció en El Mercurio una entrevista de Raquel Correa a Sebastián Piñera, en la cual el senador confirmó que la cinta había sido conocida previamente por gente de Renovación Nacional, con lo que pasó a llevar una orden del Tribunal Supremo del partido que prohibía a sus militantes hablar sobre el espionaje telefónico.

[Se sabía lo que pasaría en el programa A eso de] fundada en testimonios, en evidencias, en antecedentes y en reconocimientos. Y en re-co-no-ci-mien-tos. Hay gente que ha reconocido ante mí haberla escuchado.
Sebastián Piñera.

El 7 de noviembre de aquel año, Evelyn Matthei confesó públicamente plena responsabilidad por el episodio y bajó su precandidatura presidencial. En 1993 Matthei dejó Renovación Nacional, y en 1999 se hizo militante de la Unión Demócrata Independiente.
Ese mismo año, la cadena de retail Supertiendas ABC (actualmente Abcdin) parodió el escándalo en un aviso comercial relacionado con sus radiograbadoras marca Kioto (marca exclusiva de ABC desde aquel entonces y hasta el día de hoy). En el spot un cliente, aparentemente un espía, ingresa a un local de la empresa a adquirir una radiograbadora y le pide discreción al vendedor, y es ahí cuando este le dice «si podía ser una radio Kioto» la que quería llevar.
En 2001, Alberto Espina declaró en una entrevista que había sido un error de Renovación Nacional el dejar que dos de sus presidenciables se enfrentaran directamente, dando paso al impasse:

La culpa es nuestra: que la Evelyn y Sebastián hayan ascendido sin pasar por la prueba de la blancura fue malo para el partido y nosotros lo permitimos. Ellos entraron por la ventana y no los critico por eso: el error es nuestro. Nosotros encumbramos a dos personas sin historia partidista, que no fueron quemando una a una las etapas. Ninguno de los dos fue capaz de concitar el apoyo de al menos un tercio de sus pares en el Congreso. A tal punto llegó la falta de institucionalidad, que ninguno de los dos tuvo capacidad de renuncia: la misma que sí tuvo Jarpa con Büchi en las presidenciales pasadas. Ahora, ellos no lo hacen de malos que son. El concepto político de Evelyn y Sebastián es de pura eficiencia... Es el mundo de los negocios, sin piedad. Donde la competencia es fuerte.
Alberto Espina.